# Armorial des communes des Hauts-de-Seine
- il comporte peu ou pas de sources.
- il reste des blasons à dessiner dans cet armorial.

Armes de France moderne : D'azur à trois fleurs de lys d'or.
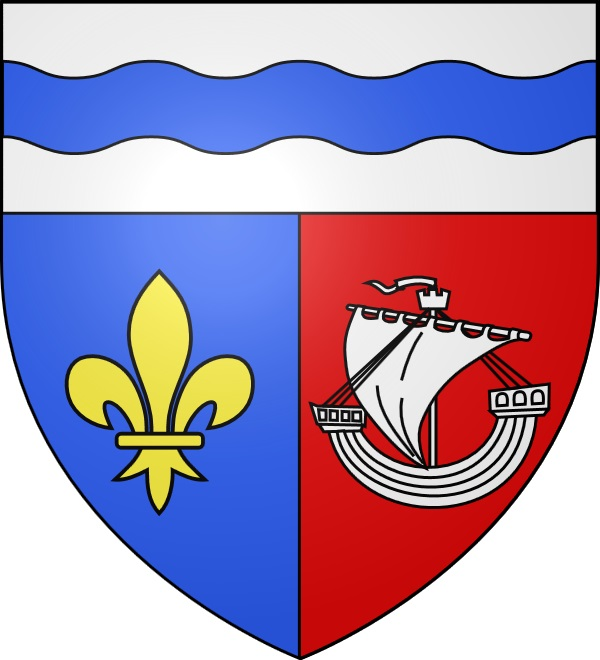
Blason départemental des Hauts-de-Seine : Parti d'azur à une fleur de lys d'or, et de gueules à une nef d'argent voguant (Paris) ; le tout sommé d'un chef d'argent chargé d'une fasce ondée du premier.
Blason de Paris : De gueules à une nef d'argent voguant sur une mer du même mouvant de la pointe, au chef de France ancien.
Armes de Bretagne : D'Hermine plain.
Blason de Colbert : D'or à une couleuvre ondoyante d'azur.

Cette page donne l'ensemble des armoiries (figures et blasonnements) des 36 communes des Hauts-de-Seine disposant d'armoiries à ce jour.

Fait notable : le département des Hauts-de-Seine est le seul département français dont toutes les communes disposent d'armes reconnues 
```
(0 dessin(s) en attente.)
```

- Haut – A
- B
- C
- D
- E
- F
- G
- H
- I
- J
- K
- L
- M
- N
- O
- P
- Q
- R
- S
- T
- U
- V
- W
- X
- Y
- Z

## A
| Blason de Antony | Blason  | Écartelé d'azur à l'écusson de sable* chargé de trois besants d'argent et accompagné de trois fleurs de lys d'or ; et de gueules à la colonne d'argent, au chef cousu d'azur* chargé d'un lion léopardé d'or. Devise / Cri« parvus ubi pagus fuit urbem jam alluit unda » (là où était un petit village, l'onde baigne désormais une ville). |
| Blason de Antony | Détails | * Ces armes emploient le terme « cousu » dans le seul but de contrevenir à la règle de contrariété des couleurs : elles sont fautives : Azur sur gueules et sable sur azur.. Le statut officiel du blason reste à déterminer. |

| Blason de Asnières-sur-Seine | Blason  | De gueules à la barque équipée d'argent, voguant et flottant sur des ondes du même ; au chef d'or chargé de trois fleurs de chardon au naturel ; au franc- quartier d'azur, chargé de deux léopards couronnés d'or (qui est de Voyer-d'Argenson). |
| Blason de Asnières-sur-Seine | Détails | Adoptées le 9 février 1900. Auteur(s)M. Henri LACOUTURE |

## B
| Blason de Bagneux | Blason  | Écartelé : aux 1er et 4e d'azur à une grappe de raisin tigée et feuillée d'or, au 2d d'or à trois chevrons de gueules, au 3e de gueules à un mur pignonné de six pièces d'argent. |
| Blason de Bagneux | Détails | Armoiries conçues par la commune en collaboration avec les Archives de France, et adoptées en 1951.                                                                               |

| Blason de Bois-Colombes | Blason  | De gueules à un chêne arraché d'or ; au chef cousu d'azur* chargé de trois colombes essorantes d'argent. Devise / Cri« cuique nidus » (à chacun son nid).                                                  |
| Blason de Bois-Colombes | Détails | Armes parlantes. * Ces armes emploient le terme « cousu » dans le seul but de contrevenir à la règle de contrariété des couleurs : elles sont fautives : azur sur gueules. Armes adoptées le 20 juin 1942. |

| Blason de Boulogne-Billancourt | Blason  | Taillé de gueules et d’azur, à la barque à l’antique d’argent voguant sur des ondes du même brochant sur la partition ; accompagnée en chef à dextre d’un poisson posé en pal et à senestre d’une fleur de lis brochant aussi sur la partition, le tout d’argent. |
| Blason de Boulogne-Billancourt | Détails | Le statut officiel du blason reste à déterminer. |

| Blason de Bourg-la-Reine | Blason  | Parti de France et de Bretagne. Ornements extérieursL'écu est surmonté, contrairement aux autres, d'une couronne ducale ; et entouré d'une cordelière.                             |
| Blason de Bourg-la-Reine | Détails | Ces armes sont identiques à celles de Brest Adoptées en 1899, en remplacement des armoiries premières de la ville, un parti de France moderne et ancien. Auteur(s)M. Henri BOURNON |

## C
| Blason de Châtenay-Malabry | Blason  | Parti de gueules à une branche de châtaignier d'or fruitée d'argent, et du second à une couleuvre ondoyante d'azur en pal (de Colbert). |
| Blason de Châtenay-Malabry | Détails | Armes parlantes (Châtenay = chataigne). Le statut officiel du blason reste à déterminer.                                                |

| Blason de Châtillon | Blason  | D'azur à un château d'une échauguette à dextre et d'une tour à senestre, terrassé d'argent, ouvert, ajouré et maçonné de sable. Ornements extérieursL'écu est entouré de 2 branches, d'olivier à dextre et de chêne à senestre, liées en pointe et auxquelles est appendu un collier en pointe de diamant. Couronne murale standard en cimier. |
| Blason de Châtillon | Détails | Le statut officiel du blason reste à déterminer. |

| Blason de Chaville | Blason  | D'azur à trois lézards d'argent posés en pal, au chef cousu de gueules à trois étoiles d'or. |
| Blason de Chaville | Détails | * Ces armes emploient le terme « cousu » dans le seul but de contrevenir à la règle de contrariété des couleurs : elles sont fautives : Gueules sur azur.. Le statut officiel du blason reste à déterminer. |

| Blason de Clamart | Blason  | D'azur au chevron d'or accompagné de trois roses d'argent. Ornements extérieursL'écu est entouré de 2 ceps de vigne d'or fruités de même. Couronne murale standard en cimier. |
| Blason de Clamart | Détails | Le statut officiel du blason reste à déterminer. |

| Blason de Clichy | Blason  | De gueules à trois pals de vair, au chef d'or chargé d'une couronne antique du champ accostée de deux huchets contournés du même.                                  |
| Blason de Clichy | Détails | Différences entre dessin et blasonnement : le blason représente une couronne comtale et non une couronne antique. Le statut officiel du blason reste à déterminer. |

| Blason de Colombes | Blason  | D'azur à un colombier d'or ouvert, ajouré et maçonné de sable, posé sur un mur crénelé de treize pièces d'argent maçonné de sable et mouvant de la pointe, accosté de deux colombes essorantes et affrontées aussi d'argent. Ornements extérieursL'écu est entouré de 2 branches, de laurier à dextre et de chêne à senestre, liées en pointe. Couronne murale standard en cimier. |
| Blason de Colombes | Détails | Armes parlantes. Le statut officiel du blason reste à déterminer. |
| Blason de Colombes | Alias   | 'Parti de gueules à la porte d'or, et d'azur à la colombe d'argent perchée sur deux colombes de même ; au chef d'argent semé de trois arbrisseaux de sinople.' Ancien blason |

| Blason de Courbevoie | Blason  | D'azur au pont courbe de trois arches d'or, maçonné de sable et posé sur des ondes d'argent mouvant de la pointe, au chef cousu de gueules* chargé d'une tente d'argent accostée de deux grappes de raisin d'or tigées et feuillées de sinople. Devise / Cri« curva via mens recta » (voie courbe, esprit droit). |
| Blason de Courbevoie | Détails | * Ces armes emploient le terme « cousu » dans le seul but de contrevenir à la règle de contrariété des couleurs : elles sont fautives : Gueules sur azur.. Le statut officiel du blason reste à déterminer. |

## F
| Blason de Fontenay-aux-Roses | Blason  | D'azur à une fontaine d'or jaillissante d'argent et terrassée du même ; au chef du second chargé de trois roses de gueules boutonnées du troisième. Devise / Cri« rosis olim notissima nunc ipsa valet » (autrefois très connue pour ses roses, maintenant elle vaut pour elle-même). |
| Blason de Fontenay-aux-Roses | Détails | Armes parlantes. Le statut officiel du blason reste à déterminer. |

## G
| Blason de Garches | Blason  | D'argent à la croix pattée de gueules cantonnée au 1er d'une feuille de vigne de sable, aux 2d et 3e d'un mur plein maçonné de sable, et au 4e d'une feuille de chêne de sable ; à l'écusson d'azur à une fleur de lys d'or brochant en abîme. |
| Blason de Garches | Détails | Le statut officiel du blason reste à déterminer. |

| Blason de La Garenne-Colombes | Blason  | Écartelé : aux 1er et 4e de sinople à trois chênes arrachés d'or, au 2d d'azur au grêlier d'or, au 3e d'argent à l'aigle au vol abaissé de sable. |
| Blason de La Garenne-Colombes | Détails | Le statut officiel du blason reste à déterminer.                                                                                                  |

| Blason de Gennevilliers | Blason  | De gueules à la champagne d'argent surmontée d'azur, à Sainte Geneviève brochante avec trois moutons au naturel, tous contournés et posés sur une presqu'île de sinople mouvant du flanc dextre, au chef parti cousu de sinople chargé d'une couronne franque d'or et d'azur chargé d'un clou de la Passion d'argent accosté de deux fleurs de lys d'or. |
| Blason de Gennevilliers | Détails | Le statut officiel du blason reste à déterminer. |

## I
| Blason de Issy-les-Moulineaux | Blason  | D'azur à un filet en sautoir d'or cantonné en chef d'un aéroplane d'argent, en pointe et aux flancs de trois moulins à vent du même ouverts de sable. Devise / Cri« habeo semper alas ». |
| Blason de Issy-les-Moulineaux | Détails | Armes parlantes. (moulins) Le statut officiel du blason reste à déterminer. |

## L
| Blason de Levallois-Perret | Blason  | De gueules à la bande d'argent chargée de trois abeilles du champ, accompagnée en chef d'un brûle-parfum d'or et en pointe d'une roue d'engrenage du même. |
| Blason de Levallois-Perret | Détails | Adoptées le 18 septembre 1942. Auteur(s)M. Robert LOUIS |

## M
| Blason de Malakoff | Blason  | De gueules au chef d'azur*, à la tour pyramidale balconnée d'argent, posée à senestre, pavillonnée de tricolore, le faîte brochant, reliée par un pont à une redoute aussi d'argent posée à dextre, le tout mouvant d'une muraille crénelée de huit pièces du même, maçonnée de sable. |
| Blason de Malakoff | Détails | * Il y a là non-respect de la règle de contrariété des couleurs : ces armes sont fautives (Azur sur gueules.). Le statut officiel du blason reste à déterminer. |

| Blason de Marnes-la-Coquette | Blason  | De gueules à une tête arrachée de chien enragé d'or lampassée et allumée d'argent, accompagnée de trois prismes de cristal du même ; au chef cousu d'azur chargé d'une aigle impériale française d'or, la tête contournée, empiétant des foudres du même. |
| Blason de Marnes-la-Coquette | Détails | * Il y a là non-respect de la règle de contrariété des couleurs : ces armes sont fautives (Azur sur gueules. Le chef, ici, est le chef de la maison de l'Empire Français.). Le statut officiel du blason reste à déterminer.                              |

| Blason de Meudon | Blason  | Gironné d'or et de gueules de douze pièces, au lambel d'argent. |
| Blason de Meudon | Détails | Le statut officiel du blason reste à déterminer.                |

| Blason de Montrouge | Blason  | D'azur à une étoile d'or à 34 rais. Ornements extérieursL'écu est sommé d'une couronne murale de 4 tours et entouré de guirlandes de roses nouées à un thyrse placé horizontalement entre la couronne et l'écusson. Devise / Cri« lex et patria » (loi et patrie) |
| Blason de Montrouge | Détails | Le statut officiel du blason reste à déterminer. |

## N
| Blason de Nanterre | Blason  | D'argent à deux fasces ondées d'azur.            |
| Blason de Nanterre | Détails | Le statut officiel du blason reste à déterminer. |

| Blason de Neuilly-sur-Seine | Blason  | De gueules, au pont d'or maçonné de sable, au navire équipé d'argent flottant et voguant sur des ondes de même avec mâture formant N brochant en partie sur l'arche du pont, au chef d'azur* chargé de trois fleurs parmentières d'or. Devise / Cri« praeteritis egregia quotidie florescit » (déjà illustre par son passé, de jour en jour plus florissante). |
| Blason de Neuilly-sur-Seine | Détails | * Il y a là non-respect de la règle de contrariété des couleurs : ces armes sont fautives (azur sur gueules). Conflit héraldique : la mâture ne forme pas un N. Armoiries adoptées en 1900. |

## P
| Blason de Le Plessis-Robinson | Blason  | Écartelé au 1er d'or, à deux tourteaux de gueules posés en pal (de Montesquiou d'Artagnan) ; au 2d de sable à un chêne arraché d'or ; au 3e de sable à un hibou d'or ; au 4e d'or, à une couleuvre tortillée d'azur posée en pal (de Colbert) ; sur le tout, de France moderne. |
| Blason de Le Plessis-Robinson | Détails | Le statut officiel du blason reste à déterminer. |

| Blason de Puteaux | Blason  | D'azur à un écusson de gueules* à trois besants d'argent, accompagné de trois fleurs de lys d'or.                                                               |
| Blason de Puteaux | Détails | * Il y a là non-respect de la règle de contrariété des couleurs : ces armes sont fautives (Gueules sur azur.). Le statut officiel du blason reste à déterminer. |

## R
| Blason de Rueil-Malmaison | Blason  | De gueules au château de la Malmaison d'or, ouvert et ajouré de sable, soutenu d'une fleur d'hortensia d'azur* tigée et feuillée de sinople, au canton d'azur chargé d'une lettre N capitale d'or surmontée d'une étoile rayonnante du même.                                                                          |
| Blason de Rueil-Malmaison | Détails | La création des armoiries, attribuées en 1869 a été suivie par Napoléon III. On y trouve les symboles de sa propre vie : le Château de la Malmaison pour Joséphine, une fleur d’hortensia pour sa mère, la reine Hortense, et le « N » de la Dynastie napoléonienne. Le statut officiel du blason reste à déterminer. |

## S
| Blason de Saint-Cloud | Blason  | D'azur à une fleur de lis d'or défaillante à senestre, accostée d'une crosse contournée du même. |
| Blason de Saint-Cloud | Détails | Le statut officiel du blason reste à déterminer.                                                 |

| Blason de Sceaux | Blason  | Parti d'azur à trois fleurs de lys d'or, un bâton péri de gueules posé en barre (Bourbon-Vendôme), et d'or à une couleuvre ondoyante d'azur posée en pal (Colbert). |
| Blason de Sceaux | Détails | Le statut officiel du blason reste à déterminer. |

| Blason de Sèvres | Blason  | D'azur à un pont de bois de deux piles d'or posé sur des ondes d'argent mouvant de la pointe, surmonté d'un huchet contourné d'or, virolé et enguiché de sable ; au chef du second chargé d'une branche de laurier et d'une palme de sable passées en double sautoir, accostées de deux vases du champ surchargés chacun d'une fleur de lys du second. Devise / Cri« Toujours en sève ». |
| Blason de Sèvres | Détails | Le statut officiel du blason reste à déterminer. |

| Blason de Suresnes | Blason  | D'azur à la croix de gueules* chargée en cœur d'un écusson octogonal d'argent au liseré d'or surchargé des lettres S et L entrelacées de sable, et cantonnée de quatre fleurs de lis d'or. Devise / Cri« Nul ne sort de Suresnes, qui souvent n'y revienne » |
| Blason de Suresnes | Détails | * Il y a là non-respect de la règle de contrariété des couleurs : ces armes sont fautives (Croix de gueules sur champ d'azur.). Le statut officiel du blason reste à déterminer.                                                                             |

## V
| Blason de Vanves | Blason  | D'azur à un arbre arraché d'argent ; chaussé de gueules chargé à dextre de trois chabots renversés, et à senestre de trois battoirs de lavandière, le tout d'argent, mis en pal et posé en orle. |
| Blason de Vanves | Détails | Le statut officiel du blason reste à déterminer. |

| Blason de Vaucresson | Blason  | Fascé d'argent et de sinople de six pièces, les fasces d'argent chargées de six merlettes de gueules, 3, 2 et 1 (de Beauvillier), au chef d'azur chargé d'un clou d'argent accosté de deux fleurs de lis d'or (Abbaye de Saint-Denis).        |
| Blason de Vaucresson | Détails | Armoiries composées par la Commission Nationale d'Héraldique et adoptées en 1943, à partir des armes de la famille de BEAUVILLIER (éteinte en 1828) et de celles de l'Abbaye de Saint-Denis. Le statut officiel du blason reste à déterminer. |

| Blason de Ville-d'Avray | Blason  | D'azur au chevron d'argent accompagné de deux tours d'or en chef et d'un lion du même lampassé de gueules en pointe.                                                                            |
| Blason de Ville-d'Avray | Détails | Reprise sans modification (usurpation ?) des armes de Marc-Antoine THIERRY, premier et unique Baron du lieu, attribuées par Louis XVI en 1784. Le statut officiel du blason reste à déterminer. |

| Blason de Villeneuve-la-Garenne | Blason  | D'azur à la barque à l'antique d'argent naviguant sur une rivière du même mouvant de la pointe, au chef cousu de gueules chargé d'une arbalète en pal, accostée de deux dauphins, celui de dextre contourné, le tout d'argent. |
| Blason de Villeneuve-la-Garenne | Détails | * Il y a là non-respect de la règle de contrariété des couleurs : ces armes sont fautives (Gueules sur azur). Le statut officiel du blason reste à déterminer.                                                                 |